# Danie Rossouw
Danie Jacobus Rossouw (Sabie, 5 giugno 1978) è un ex rugbista a 15 sudafricano, a lungo terza linea centro dei Bulls e campione del mondo nel 2007 con la propria Nazionale.

## Biografia
Esordiente nel 1999 nei Blue Bulls in Currie Cup, divenne professionista nel 2001 nella relativa franchise in Super Rugby dei Bulls.
Fu chiamato in Nazionale sudafricana nel 2003 in occasione della Coppa del Mondo in Australia, ed esordì nella fase a gironi del torneo contro l'Uruguay.
Saltò il Tri Nations 2004 e fu di nuovo presente nei test di fine anno, per poi rimanere stabilmente titolare.
Convocato alla Coppa del Mondo di rugby 2007 in Francia, si mise in luce nella finale contro l'Inghilterra quando, con il Sudafrica in vantaggio di sei punti, con un tackle riuscì a portare Mark Cueto fuori campo di quel tanto che bastò a impedirgli di vedersi convalidata una meta che avrebbe portato in vantaggio gli inglesi.
Con i Bulls si aggiudicò i titoli di Super Rugby nel 2007, 2009 e 2010 e, a livello provinciale, vinse cinque Currie Cup.
Nel 2011, dopo la Coppa del Mondo, in cui giunse fino ai quarti di finale e dove disputò il suo ultimo incontro internazionale per gli Springbok, si trasferì in Giappone al Suntory Sungoliath.
Con tale squadra vinse due Top League consecutive, e a ottobre 2012 firmò un contratto con il quale si impegnava dal febbraio successivo fino a giugno 2014 con il club francese del Tolone; con tale squadra vinse subito il titolo di campione d'Europa pochi mesi dopo esservi giunto, e nella stagione successiva bissò il titolo europeo accoppiato anche alla conquista del campionato francese, che furono i suoi ultimi successi da professionista in quanto contestuali al ritiro dall'attività, annunciata un mese e mezzo prima della fine del campionato.

## Palmarès
- Coppe del mondo: 1
Sudafrica: 2007
- Super Rugby: 3
Bulls: 2007, 2009, 2010
- Heineken Cup: 2
Tolone: 2012-13, 2013-14
- Campionati francesi: 1
Tolone: 2013-14
- Currie Cup: 5
Blue Bulls: 2002, 2003, 2004, 2006, 2009
- Top League: 2
Suntory Sungoliath: 2011-12, 2012-13